# Croque la vie
Pour plus de détails, voir Fiche technique et Distribution.
Croque la vie est un film français réalisé par Jean-Charles Tacchella, sorti en 1981.

## Synopsis
En 1973, à leur sortie de l'École des arts appliqués, Thérèse, Catherine et Alain, trois amis âgés de 26 ans, créent une petite entreprise artisanale. Mais le travail se fait rare et l'avenir s'annonce difficile. Le trio se désagrège alors, chacun empruntant un chemin différent. Ils vont se retrouver quelques années plus tard...

## Fiche technique
- Titre : Croque la vie
- Réalisation : Jean-Charles Tacchella, assisté de Rémy Duchemin
- Scénario : Jean-Charles Tacchella
- Directeur de la photo : Jean Boffety
- Montage : Agnès Guillemot
- Musique : Gérard Anfonsso
- Durée : 100 minutes
- Date de sortie : 
  - France : 18 novembre 1981

## Distribution
- Carole Laure : Thérèse
- Brigitte Fossey : Catherine
- Bernard Giraudeau : Alain
- Alain Doutey : Jérôme
- Jacques Serres : Bernard
- Alix de Konopka : Anne-Marie
- Jean-Marc Thibault : Lamblin, le père de Thérèse
- Jean-Philippe Ancelle : Frank
- Jacques Bouanich : Jean-Luc
- Georges Caudron : Hubert
- Catherine Laborde : Lola
- Olivier Lebeau : Manuel
- Gérard Lemaire : Patrick
- Patricia Nivet : Chantal
- Arièle Semenoff : Mme Manuel
- Catherine Verlor : Neige
- Micheline Bourday : Une cliente de la librairie
- Kamel Cherif : Un client de la librairie
- Jean-Pierre Ducos : L'invité-andalouse
- Marie Garcin : La soubrette
- Marie-Paule Jourdan : La femme de Jean-Luc
- Hervé Le Boterf : Le chauffeur de taxi
- Antoine Mikola : Horace
- Joseph Quèré : Le livreur
- Sébastien Perret : Alain / Junior N°1
- Cyril Aubin : Alain / Junior N°2
- Amandine Rajau : Pomme N°2
- Laurent Mozziconacci : Mathieu N°2
- Johann Rougeul : Armand N°2

## Autour du film
La réalisation du film a nécessité 37 jours de tournage seulement.